# Ahmed Mostafa Taher
Ahmed Mostafa (Egypte, 21 oktober 1997) is een Egyptische voetballer. Hij is een linksbuiten en staat onder contract bij KAA Gent.

## Carrière
Ahmed Mostafa begon zijn carrière bij Petrojet FC, een Egyptische voetbalploeg die uitkomt in de Premier League, de hoogste klasse van het Egyptische voetbal. Hij debuteerde op 20 oktober 2016 op het terrein van Al-Ittihad Alexandria Club, 1-2-winst. 
Na een seizoen waar hij weinig aan spelen toekwam (5 wedstrijden) werd hij op huurbasis overgenomen door El Dakhleya SC, eveneens een Egyptische eersteklasser. Daar speelde hij in het seizoen 2017/18 28 competitiewedstrijden en wist hierin 3 keer te scoren.
Op 22 juni 2018 raakte bekend dat Mostafa een contract had getekend bij KAA Gent en dit tot 2021. Op 2 september 2018 debuteerde hij als invaller tegen Cercle Brugge. Tijdens de wintertransferperiode van dat seizoen werd hij voor de rest van het seizoen uitgeleend aan het Egyptische Smouha SC.

### Spelersstatistieken
| Seizoen         | Club             | Land            | Competitie         | Competitie | Competitie | Beker | Beker | Internationaal | Internationaal | Totaal | Totaal |
| Seizoen         | Club             | Land            | Competitie         | Wed.       | Dlp.       | Wed.  | Dlp.  | Wed.           | Dlp.           | Wed.   | Dlp.   |
| --------------- | ---------------- | --------------- | ------------------ | ---------- | ---------- | ----- | ----- | -------------- | -------------- | ------ | ------ |
| 2016/17         | Petrojet FC      | Vlag van Egypte | Premier League     | 5          | 0          | 0     | 0     | 0              | 0              | 5      | 0      |
| 2017/18         | → El Dakhleya SC | Vlag van Egypte | Premier League     | 28         | 3          | 2     | 0     | 0              | 0              | 30     | 3      |
| 2018/19         | KAA Gent         | Vlag van België | Jupiler Pro League | 1          | 0          | 0     | 0     | 0              | 0              | 1      | 0      |
| 2018/19         | Smouha SC        | Vlag van Egypte | Premier League     | 0          | 0          | 0     | 0     | 0              | 0              | 0      | 0      |
| Carrière totaal | Carrière totaal  | Carrière totaal | Carrière totaal    | 34         | 3          | 2     | 0     | 0              | 0              | 36     | 3      |

Bijgewerkt t.e.m. 26 januari 2019.

## Nationale teams
Ahmed Mostafa is jeugdinternational. Hij speelde in 2017 mee tijdens de Afrika Cup U20.